# Liste des guerres et batailles du Premier Empire français
Ne doit pas être confondu avec Liste des guerres et batailles du Second Empire français.
Cet article regroupe les guerres et batailles ayant impliqué la France au cours du Premier Empire français, de son institution en 1804 par le plébiscite du 18 mai qui mena au sacre de Napoléon Ier, jusqu'à sa chute après la campagne de Belgique de 1815 au cours de laquelle la défaite française de Waterloo chassa définitivement Napoléon du pouvoir et mit fin à l'Empire.

## Principaux conflits, coalitions engagées et résultats
Les victoires de la France sont indiquées en vert, les défaites en rouge.
| Début         | Fin             | Nom du conflit                                                                              | Belligérants | Belligérants | Lieu                                                                                      | Issue                                                                      |
| Début         | Fin             | Nom du conflit                                                                              | Alliés (y compris la France) | Ennemis | Lieu                                                                                      | Issue                                                                      |
| ------------- | --------------- | ------------------------------------------------------------------------------------------- | --- | --- | ----------------------------------------------------------------------------------------- | -------------------------------------------------------------------------- |
| 1803          | 1805            | Guerre de la Troisième Coalition Liste des batailles de la guerre de la Troisième Coalition | République française puis Empire français Royaume d'Italie Suisse Royaume d'Espagne Royaume d'Étrurie Royaume de Bavière Royaume de Wurtemberg | Troisième Coalition : Royaume de Grande-Bretagne Empire d'Autriche Empire russe République des Sept-Îles Royaume de Suède Royaume de Sicile Royaume de Naples | Italie, Bavière, Autriche, Moravie Océan Atlantique, Mer Méditerranée, Mer Tyrrhénienne   | Victoire française Traité de Presbourg                                     |
| 1806          | 1807            | Guerre de la Quatrième Coalition Liste des batailles de la guerre de la Quatrième Coalition | Empire français Royaume d'Italie Royaume de Naples Suisse Royaume de Hollande Confédération du Rhin Royaume de Bavière Royaume de Wurtemberg Grand-duché de Bade Grand-duché de Berg Grand-duché de Hesse Grand-duché de Wurtzbourg Espagne Royaume d'Étrurie                                                                                                | Quatrième Coalition : Empire russe République des Sept-Îles Royaume de Prusse Royaume-Uni de Grande-Bretagne et d'Irlande Royaume de Suède Duché de Brunswick-Lunebourg Royaume de Saxe Royaume de Sicile | Dalmatie, Allemagne, Pologne Au large du Cap Vert, au large d’Hispaniola, Río de la Plata | Victoire française Traité de Tilsit                                        |
| 10 avril 1809 | 14 octobre 1809 | Guerre de la Cinquième Coalition Liste des batailles de la guerre de la Cinquième Coalition | Empire français Royaume d'Italie Duché de Varsovie République des Sept-Îles Royaume de Naples Confédération suisse Royaume de Hollande Confédération du Rhin Royaume de Bavière Royaume de Saxe Royaume de Westphalie Royaume de Wurtemberg Grand-duché de Bade Grand-duché de Berg Grand-duché de Hesse Grand-duché de Wurtzbourg                           | Cinquième Coalition : Monarchie de Habsbourg Tyrol Royaume-Uni de Grande-Bretagne et d'Irlande Royaume de Sicile Royaume de Sardaigne | Allemagne, Autriche, Tyrol, Italie, Pologne, Martinique, Île Maurice Océan Atlantique     | Victoire française Traité de Schönbrunn Annexion des provinces illyriennes |
| 1813          | 1814            | Guerre de la Sixième Coalition Liste des batailles de la guerre de la Sixième Coalition     | Empire français République des Sept-Îles Royaume d'Italie Duché de Varsovie Royaume de Naples Suisse Royaume d'Espagne Confédération du Rhin Royaume de Bavière Royaume de Saxe Royaume de Westphalie Royaume de Wurtemberg Grand-duché de Bade Grand-duché de Berg Grand-duché de Hesse Grand-duché de Francfort Grand-duché de Wurtzbourg Danemark-Norvège | Sixième Coalition : Empire d'Autriche Empire russe Royaume de Prusse Royaume-Uni de Grande-Bretagne et d'Irlande Royaume de Portugal Royaume de Suède Royaume de Sicile | Russie, Allemagne, France                                                                 | Victoire de la Coalition Congrès de Vienne                                 |
| 10 mars 1815  | 8 juillet 1815  | Guerre de la Septième Coalition Liste des batailles de la guerre de la Septième Coalition   | Empire français (Cent-Jours) Royaume de Naples | Septième Coalition : Confédération germanique Royaume de Prusse Empire d'Autriche Royaume-Uni de Grande-Bretagne et d'Irlande République des Îles Ioniennes Empire russe Suède-Norvège Royaume uni des Pays-Bas Royaume d'Espagne Royaume de Portugal Royaume de Sardaigne Grand-duché de Toscane Royaume de Sicile Vendéens | Belgique, Italie, France                                                                  | Victoire de la Coalition Congrès de Vienne Traité de Paris                 |

## Principales batailles

### Guerre de la Troisième Coalition (1803-1805)
- Batailles navales : Bataille du rocher du Diamant · Bataille de Cap Finisterre · Bataille de Trafalgar · Bataille du cap Ortegal
- Campagne d'Allemagne (1805) : Bataille de Donauwörth · Bataille de Wertingen · Combat de Günzburg · Bataille de Haslach-Jungingen · Combat de Memmingen · Bataille d'Elchingen · Bataille de Nerenstetten · Combat de Neresheim · Bataille d'Ulm · Bataille de Ried · bataille de Lambach · Combat de Bodenbichl · Bataille de Steyr · Bataille d'Amstetten · Combat de Mariazell · Bataille de Dürenstein · Bataille de Hollabrunn (Schöngrabern) · Bataille de Wischau · Bataille d'Austerlitz
- Campagne d'Italie (1805) : Bataille de Vérone · Bataille de Caldiero
- Invasion de Naples (1806) : Bataille de Gaète · Bataille de Campo Tenese · Bataille de Maida

### Guerre de la Quatrième Coalition (1806-1807)
- Batailles navales : Bataille du Cap-Vert · Bataille de San Domingo
- Invasions britanniques de Río de la Plata (1806-1807)
- Campagne de Dalmatie (1806-1807) : Siège de Raguse ·  Bataille de Castel-Nuovo
- Campagne de Prusse (1806) : Batailles de Saalbourg et de Schleiz · Bataille de Saalfeld · Bataille d'Auerstaedt · Bataille d'Iéna · Combat de Halle · Bataille de Magdebourg · bataille de Lübeck · Bataille de Glogau · Bataille de Golymin · Bataille de Pułtusk ·  Bataille de Stralsund
- Campagne de Pologne (1807) : Bataille d'Eylau · Bataille d’Ostrołęka · Bataille de Dantzig · Bataille de Guttstadt · Bataille d'Heilsberg · Bataille de Friedland

### Guerre de la Cinquième Coalition (1809-1809)
- Batailles navales : Bataille de la Martinique · Bataille des Sables-d'Olonne · Bataille de l'île d'Aix · Bataille de Walcheren · Bataille de Lissa · Bataille de Pelagosa

- Campagne d'Allemagne et d'Autriche (1809) : Sacile · Bataille de Tann · Bataille de Teugen-Hausen · Bataille de Raszyn · Bataille d'Abensberg · Bataille de Landshut · Bataille d'Eckmühl · Bataille de Ratisbonne · Bataille de Neumarkt-Sankt Veit · Bataille de Radzymin (en) · Bataille de Caldiero · Campagne de Dalmatie · Bataille d'Ebersberg · Bataille de la Piave · Bataille de Malborghetto · Bataille de Linz (en) · Bataille d'Essling · Bataille de Sankt Michael · Bataille de Stralsund · Bataille de Raab · Combat de Gratz · Bataille de Wagram · Combat de Korneuburg · Combat de Stockerau · Bataille de Gefrees (en) · Bataille de Hollabrunn (1809) · Bataille de Schöngrabern (en) · Bataille de Znaïm · Bataille de Ölper
- Campagne de l'île Maurice (1809-1811) : Bataille de Sainte-Rose · Bataille de Saint-Paul · Prise de l'île Bonaparte · Bataille de Grand Port · Prise de l'île de France · Bataille de Tamatave

- Guerre d'indépendance espagnole

- Rébellion du Tyrol (1809)

### Guerre de la Sixième Coalition (1812-1814)
- Campagne de Russie (1812) : bataille de Mir · bataille de Moguilev · bataille d'Ostrovno · bataille de Vitebsk · bataille de Kliastitsy · bataille de Smolensk · première bataille de Polotsk · bataille de Valoutina Gora · bataille de la Moskova · prise de Moscou · bataille de Winkowo · bataille de Maloyaroslavets · seconde bataille de Polotsk · bataille de Czaśniki · bataille de Viazma · bataille de Smoliani · bataille de Krasnoï · bataille de la Bérézina
- Campagne d'Allemagne (1813) : siège de Dantzig · bataille de Möckern · bataille de Lützen · bataille de Bautzen · bataille de Reichenbach  · bataille de Haynau · bataille de Hoyerswerda · bataille de Goldberg · bataille de Gross Beeren · bataille de Katzbach · bataille de Dresde · bataille de Kulm · bataille de Dennewitz · combat de Peterswalde · bataille de Leipzig · bataille de Hanau · bataille de Sehested · siège de Torgau · siège de Hambourg
- Campagne de France (1814) :
  - siège de Metz · bataille de Saint-Avold · Combat de Saint-Dizier · bataille de Brienne · bataille de La Rothière
  - Campagne des Six-Jours : bataille de Champaubert · bataille de Montmirail · bataille de Château-Thierry · bataille de Vauchamps
  - bataille de Mormant · bataille de Montereau · bataille de Bar-sur-Aube · Combat de Berry-au-Bac · bataille de Craonne · bataille de Laon · bataille de Reims · bataille d'Arcis-sur-Aube · bataille de Fère-Champenoise · Deuxième bataille de Saint-Dizier · bataille de Meaux · bataille de Claye · Combat de Villeparisis · bataille de Paris
- Front italien : bataille de Trieste · bataille de Mincio

### Guerre de la Septième Coalition (1815-1815)
- Campagne de Belgique (1815) : Bataille de Ligny · Bataille de Quatre-Bras · Bataille de Waterloo · Bataille de Wavre
- Campagne de France (1815) : Bataille de Maubeuge · Bataille de Huningue · Bataille de La Souffel · Bataille de Vélizy · Bataille de Rocquencourt · Bataille de Sèvres · Bataille de Issy
- Guerre napolitaine (1815) : Bataille du Panaro · Bataille de Ferrare · Bataille d'Occhiobello · Bataille de Carpi · Bataille de Casaglia · Bataille de Ronco · Bataille de Cesenatico · Bataille de Pesaro · Bataille de Scapezzano · Bataille de Tolentino · Bataille d'Ancône · Bataille de Castel di Sangro · Bataille de San Germano · Bataille de Gaète
- Guerre de Vendée et Chouannerie (1815) : Bataille des Échaubrognes · Bataille de L'Aiguillon · Bataille d'Aizenay · Bataille de Sainte-Anne-d'Auray · Bataille de Cossé · Bataille de Saint-Gilles-sur-Vie · Bataille de Redon · Bataille des Mathes · Bataille de Muzillac · Bataille de Rocheservière · Bataille de Thouars · Bataille d'Auray · Bataille de Châteauneuf-du-Faou · Bataille de Guérande · Bataille de Fort-la-Latte